# CatSul
A CatSul é a empresa responsável pela travessia hidroviária, por meio de catamarãs, entre Porto Alegre e Guaíba, no Rio Grande do Sul, municípios separados pelo Lago Guaíba. A operação teve início em 2011 e a empresa faz parte do grupo Ouro e Prata.

## Serviço
A travessia entre Porto Alegre e Guaíba é realizada por meio de catamarãs,  barcos com cabine montada sobre duas canoas, o que garante maior estabilidade. As embarcações são equipadas com sistemas de navegação por GPS, são climatizadas e possuem aparelhos de TV. A travessia dura em torno de 20 minutos.

## Embarque e Desembarque
- Porto Alegre: no Armazém B3 do Cais do Porto (Av. Mauá N° 1050, Centro)[4]
- Guaíba: no terminal Hidro-Rodoviário da cidade (Av. João Pessoa N° 966, Centro)[4]
- Barra Shopping[4]